# José Balaca
José Balaca y Carrión (Cartagena, 7 de febrero de 1810-Madrid, 19 de noviembre de 1869) fue un pintor y miniaturista español.

## Biografía
Comenzó cultivando, por pura afición, el género de retratos en miniatura, que no abandonaría nunca. A los 28 años de edad se trasladó a Madrid para ingresar en la Real Academia de Bellas Artes de San Fernando. Tras acabar sus estudios se marchó a Lisboa en 1844 y, posteriormente, a Inglaterra y Francia, regresando a España en 1850 y concurriendo desde entonces a las exposiciones nacionales con retratos.

## Obras
De entre sus obras destacan un marfil con los retratos de los diecinueve alabarderos que, con sus jefes Dulce y Barrientos, defendieron el Palacio Real el 7 de octubre de 1841, y el retrato de cuerpo entero que hizo a la reina María de la Gloria de Portugal, por el cual fue condecorado con la Orden de Villaviciosa de dicho país. En el Museo de Bellas Artes de Murcia está expuesto el óleo Retrato de dama (1850-1860), y en el Ayuntamiento de Cartagena se conservan otros dos cuadros del mismo Balaca: Retrato de un militar y Autorretrato, según recoge J.F.C.G., quien señala como bibliografía el Catálogo de los profesores de Bellas Artes murcianos de Andrés Baquero Almansa, fechado en 1913.
En el Museo Naval de Madrid se conserva el retrato del Capitán de navío Blas Salcedo y Salcedo (Fuentenovilla, Guadalajara, 1757-Vivero, Lugo, 1810), que fue pintado en óleo sobre lienzo en 1834.
En el Salón de Plenos del Ayuntamiento de Reinosa se conserva el Retrato de Saturnino Calderón Collantes (Reinosa, 26 de febrero de 1799 - París, 7 de octubre de 1864), aristócrata y político español, ministro de la Gobernación, ministro de Comercio, Instrucción y Obras Públicas, ministro de Estado y presidente interino del Consejo de Ministros. Se trata de un retrato de 3/4, óleo sobre lienzo, fechado en 1852.

## Familia de artistas

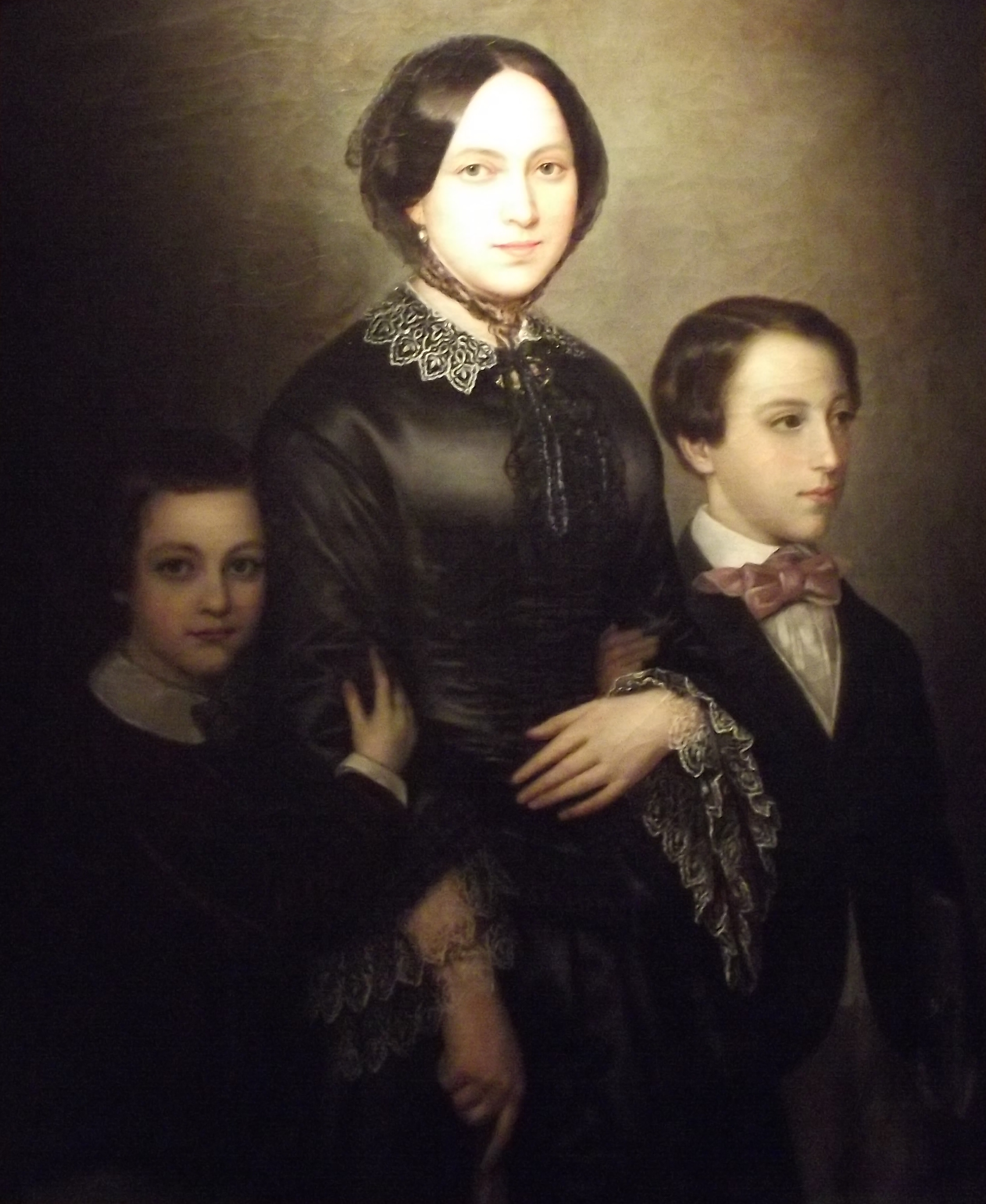
La mujer y los hijos del pintor, ca. 1852, Museo del Romanticismo, óleo sobre lienzo.

José Balaca tuvo dos hijos, también pintores:
- Eduardo Balaca y Orejas-Canseco nació en Madrid, en 1840, y pintó para el Ateneo La Filosofía; para la cúpula del Buen Suceso, dos evangelistas; posteriormente es notable su gran números de retratos, entre los que se encuentran el de Alfonso XII y el de María de las Mercedes.

- Ricardo Balaca y Orejas-Canseco nació en Lisboa el 31 de diciembre de 1844 y falleció el 12 de febrero de 1880. Presentó notables dibujos, con trece años, a la exposición de 1857. En 1876, el ministro de Guerra le encargó cuadros que debían representar los episodios de la última guerra civil en cuyo cometido rayó a la mayor altura no sólo en España sino también entre los pintores de batallas, sus contemporáneos. Pintó muchos retratos y los originales para las ilustraciones en color de El Quijote, en la edición barcelonesa de Montaner y Simón. También hizo la crónica de la guerra en La Ilustración Española y Americana.